# Michael Prix
Michael Prix (* 9. Oktober 1964) ist ein ehemaliger deutscher Radrennfahrer und nationaler Meister im Radsport.

## Sportliche Laufbahn
Seinen ersten Meistertitel gewann er 1982 bei den nationalen Meisterschaften der DDR  im Einzelzeitfahren der Klasse Jugend A. Prix siegte 1988 bei den DDR-Straßen-Radmeisterschaften im Mannschaftszeitfahren auf der Straße mit dem ASK Vorwärts Frankfurt (Oder). Seinen ersten Einsatz in der Nationalmannschaft der DDR-Straßenfahrer hatte er 1982 in der Polen-Rundfahrt. Er gewann 1983 drei Etappen der Tunesien-Rundfahrt und wurde in der Gesamtwertung Zweiter hinter Uwe Ampler. 1985 konnte er eine Etappe der Oder-Rundfahrt gewinnen, die als Qualifikationsrennen für die Internationale Friedensfahrt galt. Den Vointa-Cup in Rumänien, eine Etappenrennen über sechs Tagesabschnitte, gewann er 1986. In jener Saison siegte er auch auf einer Etappe der Rumänien-Rundfahrt (4. Platz im Gesamtklassement) und auf zwei Etappen des Rumänien-Cups. 1987 gewann er den Dynamo-Cup in Berlin und wurde Zweiter im Rennen Berlin–Cottbus–Berlin hinter Uwe Raab. 1988 gewann er eine Etappe der Golan-Rundfahrt in Syrien und war mit dem Vierer des ASK Vorwärts Frankfurt (Oder) im Mannschaftszeitfahren um den FDGB-Pokal erfolgreich. Mehrfach gewann er Medaillen bei der DDR-Meisterschaften im Bahnradsport in der Mannschaftsverfolgung. 
Sechsmal bestritt er die DDR-Rundfahrt, wobei er mit dem 23. Rang 1985 sein bestes Ergebnis hatte.